# Etne
Etne là một đô thị ở hạt Hordaland, Na Uy.
Etne được lập thành đô thị ngày 1 tháng 1 năm 1838 (xem formannskapsdistrikt). Phần lớn Skånevik đã được nhập với Etne ngày 1 tháng 1 năm 1965.
Đô thị này được đặt tên theo Etnefjorden (tiếng Na Uy Cổ Etnir). Huy hiệu đã được áp dụng từ năm 1983. Huy hiệu hình hai răng cưa lồng vào nhau, đại diện cho sự thống nhất giữa Skånevik và Etne, gia nhập vào 1 đô thị thập niên 1960.